# Aphis takagii
Aphis takagii är en insektsart. Aphis takagii ingår i släktet Aphis och familjen långrörsbladlöss. Inga underarter finns listade i Catalogue of Life.